# 启园
启园，俗称“席家花园”，是苏州唯一一座湖滨园林，位于东山镇北部杨家湾附近，濒临太湖。

## 历史
启园由旅沪富商席启荪建于1933年，以纪念1699年其先祖在此迎驾南巡的康熙帝。占地五十余亩，有康熙御码头、古柳毅井、古杨梅树三宝。1986年3月25日启园公布为吴县文物保护单位。